# City of Gosford

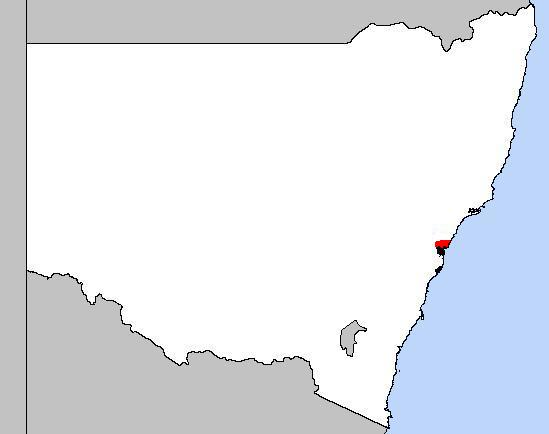
Położenie obszaru na mapie Nowej Południowej Walii

City of Gosford – obszar samorządu terytorialnego we wschodniej części australijskiego stanu Nowa Południowa Walia, obejmujący miasto Gosford oraz położone w jego sąsiedztwie mniejsze miejscowości: Killcare, Macmasters Beach, Avoca Beach, Terrigal, Wamberal, Kincumber, Erina, Wyoming i Woy Woy.
Powierzchnia obszaru wynosi 940 km², a ludność 158 157 mieszkańców (2006).